# Harvey Kneeslapper
Harvey Kneeslapper (Nederlands; Dijenkletser) is een Muppet uit Sesamstraat. Hij is lichtpaars, heeft blond haar, een snor, ronddraaiende ogen en - in tegenstelling tot de andere Muppets - een zichtbaar gebit. In de originele Amerikaanse versie sprak hij met de stem van Frank Oz.
Harvey Kneeslapper komt voor in filmpjes uit de jaren 70 waarin hij schaterlachend grapjes uithaalt met anderen die daar de humor niet van inzien. Ook Frank Oz beleefde weinig plezier aan het personage dat te belastend was voor zijn stem. Pas vanaf 2010 was Harvey Kneeslapper weer te zien in enkele cameo's, maar nu met de stem van Matt Vogel.

## Filmpjes
- Harvey Kneeslapper plakt cijfers of letters op zijn slachtoffers, of houdt ze letterlijk een spiegel voor omdat daar iets grappigs zou zijn te zien.
- Belt Kermit de Kikker op dat iemand te lang in de sneeuw staat; dat blijkt Kermit zelf te zijn door alle voorbijgangers te ondervragen.
- Plaatst een emmer confetti boven de deur, maar krijgt hem zelf op zijn hoofd.
- Doet auditie bij Robin Hood (Ernie) als Vrolijke Vriend nadat de vorige twee kandidaten verdrietig en boos bleken te zijn. Dijenkletser wordt echter te vrolijk bevonden omdat hij de ene mop na de andere vertelt.

## Bron
- Muppet Wiki